# 黃耀英
黃耀英（英語：Darren Wong Yiu Ying，1982年6月12日—），香港男演員及主持，現為無綫電視經理人合約藝員。

## 簡歷
黃耀英自小在英國倫敦長大，且曾就讀當地中小學及大學，修畢約克大學心理學系學士學位後在倫敦從事資訊科技工作，亦曾到東京從事金融行業，2012年選擇回流參加第26期無綫電視藝員訓練班而涉足演藝圈，翌年正式簽約成為旗下經理人合約藝員。2015年，他加入該台娛樂及資訊節目《東張西望》主持之列，初為外景主持，2016年後期升任廠景主持。另外，他從訓練班畢業以來，曾參演多套劇集，角色以職員、記者、獄卒或情侶為主，至2018年隨隊到內地拍攝《包青天再起風雲》，才有機會飾演戲份較重的要角 —— 開封府四勇士其一「趙虎」。

## 感情生活
黃耀英因參加2012年藝訓班而認識同學李旻芳，兩人情侶關係始於2013年4月，至2019年6月8日女方在該集《東張西望》播映完結前，透過熒幕宣佈婚訊，並決定於同年11月5日在西貢海濱長廊結婚。

## 演出作品

### 電視劇（無綫電視）
| 首播       | 劇名              | 角色                        |
| 2013年     | 愛·回家           | 客 人（第247、251集）       |
| 2013年     | 愛·回家           | 經 理（第248集）            |
| 2013年     | 愛·回家           | 伴 郎（第300集）            |
| 2013年     | 情逆三世緣        | 毒品調查科警員              |
| 2013年     | 神鎗狙擊          | 記 者（第3集）              |
| 2013年     | 法外風雲          | 警 察（第30集）             |
| 2014年     | 愛我請留言        | 新 郎（第1集）              |
| 2014年     | 廉政行動2014      | 廉政公署調查員（第1、4集）  |
| 2014年     | 廉政行動2014      | 火槍隊成員（第5集）         |
| 2014年     | 忠奸人            | 鄺景昌手下                  |
| 2014年     | 大藥坊            | 獄 卒                       |
| 2014年     | 飛虎II            | 律 師（第1集）              |
| 2014年     | 老表，你好hea！   | 地產經紀（第21集）          |
| 2014年     | 再戰明天          | 袁建武                      |
| 2014年     | 醋娘子            | 民 眾                       |
| 2014年     | 醋娘子            | 賭 徒（第7集）              |
| 2015年     | 華麗轉身          | 經 紀（第6集）              |
| 2015年     | 樓奴              | 應徵者（第1集）             |
| 2015年     | 收規華            | 侍 應                       |
| 2015年     | 陪著你走          | 男新人（第20集）            |
| 2015年     | 無雙譜            | 牛 頭                       |
| 2015年     | 東坡家事          | 獄 卒（第20集）             |
| 2016年     | 鐵馬戰車          | 信                          |
| 2016年     | 殭                | 殭 屍（第1集）              |
| 2016年     | 殭                | 情 侶                       |
| 2016年     | 殭                | 占卜師（第22集）            |
| 2016年     | 完美叛侶          | 記 者                       |
| 2016年     | 流氓皇帝          | 鎮 民                       |
| 2017年至今 | 愛·回家之開心速遞 | 男主持（第28集）            |
| 2017年至今 | 愛·回家之開心速遞 | 龍敢佳（青年）（第60集）    |
| 2017年至今 | 愛·回家之開心速遞 | Kim（第428集起）            |
| 2017年     | 誇世代            | Gary（第1、3集）            |
| 2017年     | 雜警奇兵          | 情 侶（第17、20集）         |
| 2017年     | 性在有情          | 情 侶（第1集）              |
| 2018年     | 棟仁的時光        | 遇溺少年（第17集）          |
| 2018年     | BB來了            | 攝影師（第18集）            |
| 2018年     | 特技人            | 主 持（第22集）             |
| 2019年     | 包青天再起風雲    | 趙 虎                       |
| 2019年     | 她她她的少女時代  | 集團職員（第2集）           |
| 2019年     | 多功能老婆        | 徐經理（第5集）             |
| 2020年     | 迷網              | 司 儀（第18集）             |
| 2020年     | 使徒行者3         | 崇聯手下                    |
| 2021年     | 陀槍師姐2021      | 副導演（第6集）             |
| 2021年     | 逆天奇案          | 財經記者（第19集）          |
| 2021年     | 逆天奇案          | 新聞報導員（第24、25集）    |
| 2021年     | 智能愛人          | 新聞報導員（第7、20、21集） |
| 2021年     | 拳王              | 記者會司儀（第11集）        |
| 2022年     | 食腦喪Ｂ          | 新聞主播（第2集起）         |
| 2022年     | 我的驕傲          | 體育節目主持                |
| 2022年     | 白色強人II        | 主 播（第28集）             |
| 2022年     | 下流上車族        | 何 生（第1集）              |

### 主持節目（無綫電視）
| 首播       | 節目名                                 | 備註                                                         |
| 2013年至今 | 東張西望                               | 廠景兼外景主持之一                                           |
| 2016年     | 粵講粵㜺鬼                             | 主持之一（與麥美恩、吳幸美）                                 |
| 2017年     | 粵講粵㜺鬼（第二輯）                   | 主持之一（與麥美恩、吳幸美、黃建東）                         |
| 2017年     | 玩轉香港日與夜                         | 第5集主持之一（與游莨維、吳幸美）                            |
| 2017年     | 粵講粵㜺鬼（第三輯）                   | 主持之一（與麥美恩、吳幸美、黃建東、張惠雅、何浩文、吳沚默） |
| 2017年     | 躍動沙田單車及長跑嘉年華               | 主持之一                                                     |
| 2018年     | 意外現場                               | 主持之一（與吳家樂、江欣燕、邵珮詩、鄧智堅）                 |
| 2018年     | 8個紀錄的誕生 2018 TVB大專紀實短片比賽 | 主持之一                                                     |
| 2020年至今 | 港生活·港享受                          | 6月加入、主持之一                                            |
| 2020年     | 你想減壓                               | 主持之一                                                     |
| 2024年     | 直播靈接觸                             | 主持之一                                                     |
| 2025年     | 直播靈接觸                             | 主持之一                                                     |

### 綜藝節目（無綫電視）
| 首播   | 節目名                      | 備註     |
| 2015年 | 街坊廚神舌戰新台韓          | 固定演出 |
| 2016年 | 萬千星輝團年飯              | 固定嘉賓 |
| 2017年 | 最緊要好好玩 消暑版         | 固定演出 |
| 2017年 | TVB50周年 華麗轉身 邁步同行 | 固定演出 |

### 電影
| 首映   | 電影名                           | 角色                       |
| 2014年 | 分手100次                        | 貼海報者                   |
| 2019年 | 一代宗獅迎新歲（無綫電視微電影） | 獅王爭霸戰主持（第5、9集） |

### 歌曲
- 2016年：Amazing Summer 主題曲《乘風》

## 曾獲獎項與提名
| 年份   | 獎項                                                   | 結果 |
| ------ | ------------------------------------------------------ | ---- |
| 2018年 | 2018香港電視大獎「節目主持人獎」（页面存档备份，存于） | 提名 |

## 外部連結
- Darren Wong的Facebook專頁
- 黃耀英Darren Wong的Facebook專頁
- 黃耀英的Instagram帳戶
- 黃耀英在香港影庫上的簡介